# 1930 في إسبانيا
فيما يلي قوائم الأحداث التي وقعت خلال عام 1930 في إسبانيا.

## سياسة

### تعيين في المنصب
- 13 فبراير – إميليو مولا Director General of Security  [لغات أخرى]‏.

### انتهاء فترة المنصب
- 28 يناير – ميغيل بريمو دي ريفيرا .

## مواليد

### فبراير
- 25 فبراير – فرانسيسكو روبيو لورينتي

### مايو
- 12 مايو – خيسوس فرانكو
- 13 مايو – خوسيه خيمينيث لوثانو كاتب إسباني.

### يونيو
- 22 يونيو – فرانثيسكو فيرنانديث أوردونييث سياسي إسباني.
- 28 يونيو – جوزي أرتيتكسي لاعب كرة قدم إسباني.

### سبتمبر
- 10 سبتمبر – خيسوس غاراي لاعب كرة قدم إسباني.

### أكتوبر
- 2 أكتوبر – أنطونيو غالا كاتب إسباني.

### ديسمبر
- 6 ديسمبر – كارميلو سيدرون لاعب كرة قدم إسباني.
- 24 ديسمبر – أرسينيو إغليسياس

## وفيات

### مارس
- 16 مارس – ميغيل بريمو دي ريفيرا (مواليد 1870) سياسي إسباني.

### نوفمبر
- 4 نوفمبر – أنخل آمور روبيال (مواليد 1869)